# PT-91 Twardy
El PT-91 Twardy (en polaco: Duro o Fuerte) es un carro de combate polaco desarrollado a partir del T-72M; a comienzos de los años 1990  por la fábrica de maquinaria Zakłady Mechaniczne "Bumar-Łabędy", como un esfuerzo para estandarizar y actualizar a sus T-72 a los estándares de los carros de la OTAN.
La diferencia más visible es el blindaje reactivo en la torreta y blindaje delantero. Además, el PT-91 recibió un motor nuevo y el sistema de control de tiro DRAWA, de diseño polaco.
El PT-91M Pendekar (Malasia) recibió un nuevo paquete de motorización de diseño compuesto (motor polaco y transmisión alemana) de 1.500 CV SESM ESM350-M y un sistema de control de tiro SAGEM SAVAN 15.

## Características

### Armamento
Se arma con el mismo cañón 2A46 de ánima lisa y de 125 mm similar al usado en el T-72, y al que adaptaron un cargador automático más moderno; lo que permite suprimir al cargador como un tripulante y aumenta la cadencia de disparo a unos 8 a 10 disparos por minuto. El armamento adicional comprende una ametralladora antiaérea NSV de 12,7 mm, una PKT de 7,62 mm; más otra NSVT de 12,7 mm. El PT-91 tiene un dispositivo que le permite generar cortinas de humo vaciando parte del combustible sobre el tubo de escape, aparte de 24 lanzagranadas de humo o granadas antipersonal fragmentarias como un mini paquete de contramedidas, superior al de su modelo base; el soviético T-72.

### Actualizaciones de sistemas

#### Sistemas de control de tiro
El sistema de control de tiro Drawa, desarrollado por los ingenieros polacos, porta un sistema de visión compuesto mediante una pantalla LCD que usa las imágenes del visor del artillero como complemento y los sistemas de visión nocturna del generador de imágenes térmicas, y que es desarrollado por la compañía israelí ELOP; y el sistema de visión pasivo está combinado al sistema de visión diurno/nocturno del comandante, que es una versión altamente modificada del sistema POD-72 de miras, y a su vez es complementado con una sofisticada computadora balística, un telémetro láser y un procesador de datos de la información de este sistema independiente en la computadora balística. El sistema de miras, junto a los sistemas de cálculo y sensores atmosféricos de la computadora balística, pueden calcular la velocidad del blanco, las condiciones atmosféricas e incluso la temperatura del proyectil y así dar el tipo del proyectil a usar frente al blanco seleccionado.
El comandante utiliza el complejo sistema de controles y de diagnóstico US-DK-1 que controlan los sistemas principales y la información que exhibe sobre un monitor sobre el estado general del blindado, así como sus posibles averías. Los sistemas de visión nocturna del conductor fueron substituidos por el sistema de visión nocturno de tipo pasivo Radomka, de manufactura local.

#### Extinción de incendios
La modernización del sistema de extinción de incendios comenzó substituyendo el estabilizador de planos del cañón usado anteriormente, que era un modelo soviético muy usado en sus blindados, el 2JE28M, por uno nuevo desarrollado en Eslovaquia. Tiene una nueva computadora de a bordo más sofisticada, capaz de mostrar el estado del tanque en tiempo real; además informa al comandante cuando el blanco a punto de fuego al ser avistado se convierte en un blanco no efectivo al estar a campo traviesa, en desniveles pronunciados o por otras razones técnicas.

#### Motorización
El motor del T-72, un V-46-6, se reemplazó por el más poderoso motor diésel de 12 cilindros; del modelo S-12U, una versión altamente modernizada del V-46-6 producido en Polonia por PZL-Wola, que entrega 850 caballos de fuerza en vez de los 780 del motor anterior. La mejora principal es el sistema de alimentación del combustible y el de la admisión y escape de gases, que son completamente automatizados. Esto causó una disminución sensible de la resistencia a caminos abruptos. Las últimas versiones del Twardy tienen una motorización de 1.000 CV, provenientes del paquete de motorización S-1000, que cuenta con un compresor y un extractor/compresor que alimentan al turbocompresor del motor, incrementando su eficiencia y desempeño.

## Pros y contras

### A Favor
Al ser un diseño ya probado se reducen los costos de producción, e incluso se han permitido que parte de sus mejoras vayan siendo utilizadas en tanques similares, como la versión India del T-90, el T-90S y en otros tanques diferentes.
Su construcción sobre chasis usados del T-72 ha hecho que no se deseche el anterior tanque como tal, sino que se aproveche hasta el máximo los recursos disponibles para el arma acorazada polaca, siendo muy pocos los tanques nuevos de este modelo los que se hayan construido.

### En contra
El peso creciente del tanque modernizado condujo a agregar un motor de más alcance, incrementando su consumo de combustible, es 10 toneladas más pesado que su antecesor; aparte, su baja resistencia y poca fiabilidad mecánica lo separan irremediablemente de sus congéneres occidentales, y de incluso sus contrapartes rusas y serbias actuales.

## Variantes

### T-72M1Z
(Z para Zmodernizowany -) T-72M1 modernizados aumentados al estándar PT-91, 135 tanques T-72M1 hechos en los últimos años de la década de los 80, fueron reacondicionados y modernizados por completo al estándar PT-91, y entregados entre 1998-2002. Presentan diferencias solamente de menor importancia entre los vehículos nuevos y aumentados en las fuerzas de tierra apenas se refieren como PT-91 Twardy.

### PT-91
Vehículo nuevo de la producción basado en T-72M1, modernizado extensivamente con estabilizador de dos ejes DRAWA, sistema de extinción de incendios, blindaje reactivo Erawa, y motor de 850hp S12-U. Los primeros 20 vehículos de producción inicial fueron entregados al Ejército polaco entre 1993-1994, junto a otros 78 vehículos de la producción de serie se entregraron en el periodo 1995-1997, pero en la actualidad hay más en construcción.

### PT-91Z
La variante de exportación apareció en las exposiciones militares con el sistema de extinción de incendios de SAGEM Savan-15, un motor de 1.000 caballos de fuerza S-1000 con transmisión mecánica. El PT-91M fue diseñado a partir del PT-91Z. Esta variante ha ganado un número de pruebas de tensión en Malasia sobre vehículos como el T-90, T-84 y K1, y han ganado la competición para un nuevo MBT. Fue fabricado solamente un prototipo.

### PT-91MPendekar

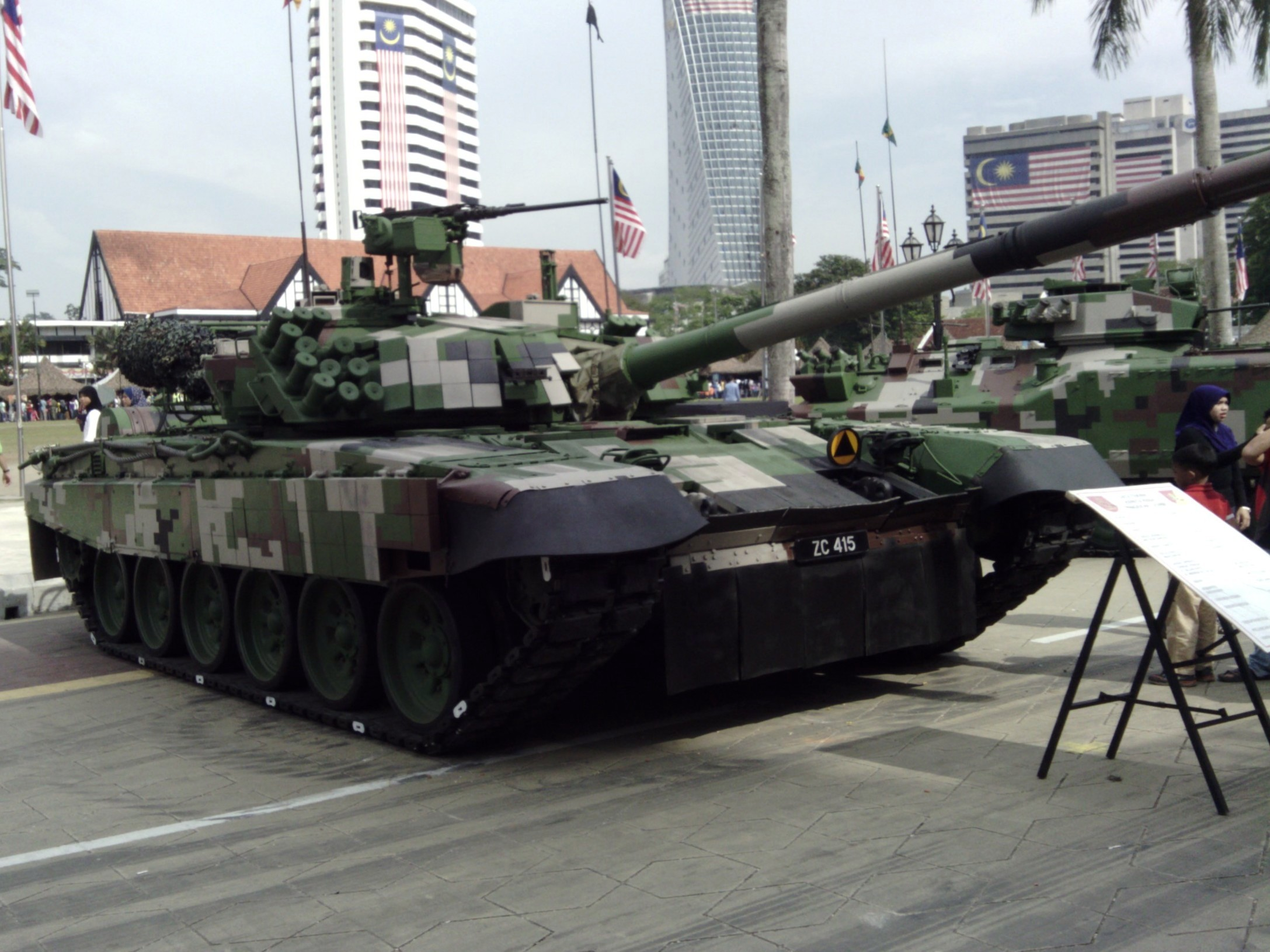
PT-91M Pendekar

(M para Malasia) - variante de exportación, hecha sobre la base de los requerimientos de producción para Malasia, que va equipado con los siguientes elementos
- Sistema de extinción de incendios  SAGEM Savan-15.
- Motor S-1000R, de 1.000 caballos de fuerza.
- Transmisión hidroneumática
- Nuevo sistema de comunicaciones, similar al de los estándares de la OTAN.
- Orugas tipo 570P Diehl Remscheid.

Las armas y el blindaje reactivo se han cambiado a:
- Misil antitanque Konkurs Spandrel.
- Cañón 2A46MS de 125 mm.
- Ametralladora coaxial FN MAG de 7,62 mm.
- Ametralladora antiaérea FN Browning M2 HB de 12,7 mm.

Esta variante también se equipa con los siguientes sistemas electrónicos:
- Girocompás estabilizador del cañón Sagem VIGY 15.
- Sistema optroelectrónico panorámico para seleccionar blancos en una vista de 360 grados.
- Un sistema de navegación.
- Giróscopos láser SIGMA 30 para orientación y navegación del tanque.
- Sistema de alerta temprana y contramedidas láser PCO SSP-1/Obra-3, de producción nacional.
- Los lanzagranadas son del modelo ZM Dezamet 902A de 81 mm .

Dos prototipos hechos (retitulado PT-91E y PT-91EX), 48 vehículos de producción en serie del PT-91M ahora están en la fase de entrega al Ejército de Malasia.

### PT-91E/EX
(E para Exportación) - los prototipos retitulados de PT-91M usado como variantes de exportación demostrados en diversas exposiciones militares alrededor del mundo. Muy similar al PT-91M usado por el Ejército de Malasia, es el ofrecido para exportación a otros países que lo requieran.

### PT-91P
(P para Perú) - esta variante representa una alternativa más económica al PT-91E, equipado con el sistema de control de incendios PCO Drawa-TG, una mira térmica y un moderno sistema de comunicación (radio Radmor RRC9310, sistema de comunicación WB Electronics Fonet-IP y sistema de gestión del campo de batalla Teldat). Esta variante se mostró en varios eventos en América del Sur, incluida la Expo SITDEF: Perú 2009.[cita requerida]

### PT-72U / PT-91U / PT-91EU
( U de Urbanizowany - Tanque para luchar en terreno urbanizado). 
Demostrador para la exhibición militar MSPO 2011. Esta es una oferta para el ejército polaco que implica ciertas modificaciones de los tanques T-72 y PT-91. La modificación incluye la instalación de equipo adicional, como un cañón de control remoto con un sistema óptico, un sistema de observación omnidireccional, blindaje adicional y más equipo de ingeniería. Para los sistemas de armas, el PT-72U está equipado con una estación de armas a control remoto armada con una ametralladora de 12,7 mm montada en la escotilla del comandante de la tripulación. El sistema tenía una rotación de fuego de 360 ° y un ángulo de elevación para el cañón de -5 ° a 55 °. El sistema de observación está equipado con 8 cámaras día-noche con un ángulo de observación de 55 ° y una cámara pasiva rotativa FLIR que tiene un zoom óptico de hasta 26 veces. El paquete de blindaje está compuesto por chasis y blindaje de barra de torreta. La parte inferior del chasis está equipada con armadura reactiva y armadura adicional. El PT-72U también está equipado con una gama completa de nuevas y modernas herramientas de comunicación internas y externas, que permiten la comunicación también a través de Internet. También había planes para modernizar 84 T-72 armenios al estándar PT-72U.[cita requerida]

### PT-16
Desarrollo adicional introducido en 2016. 
Las actualizaciones incluyen armadura, armamento y movilidad mejorados. El blindaje del casco y la torreta fundida se han mejorado con un blindaje compuesto adicional equivalente a hasta 1000 mm RHA (blindaje homogéneo enrollado), suministrado por Alemania, el nivel de protección es similar al del Leopard 2A5. Los desarrolladores también proponen instalar torretas soldadas de nueva fabricación para el PT-16 lo que permitiría ahorrar peso o mejorar la protección de la armadura. La protección también se puede mejorar con la armadura reactiva explosiva polaca ERAWA.
El cañón de ánima lisa de 125 mm se ha reemplazado por un cañón de ánima lisa TGMSB-120 de 120 mm compatible con municiones de la OTAN y utiliza un cargador automático de tipo carrusel que dispone de 22 rondas. Este cargador automático está separado del compartimiento de la tripulación, donde se encontraba el cargador automático del T-72, el tanque lleva un total de 40 rondas para el cañón entre las cuales son APFSDS y HE y tiene una velocidad de recarga de 12 disparos por minuto.
El armamento secundario lo compone una ametralladora coaxial de 7.62 mm y una estación de armamento a control remoto ZSMU A4 que puede montar una ametralladora de 12.7 mm o un lanzagranadas de 40 mm.
El PT-16 tiene un sistema de control de incendios completamente nuevo. Tanto el comandante como el artillero utilizan nuevas miras. Este tanque tiene una capacidad de combate cazador-asesino. El comandante utiliza una vista panorámica para buscar objetivos. Una vez que se selecciona el objetivo, el arma se coloca sobre el objetivo automáticamente y el artillero completa todo el proceso de apuntar y disparar. Durante ese tiempo, el comandante busca el próximo objetivo. Este método de combate cazador-asesino está presente en todos los tanques de batalla principales modernos. Permite adquirir y atacar objetivos más rápido. Además, el tanque tiene un nuevo sistema de sensores.
El PT-16 está equipado con varios sensores nuevos, incluidos receptores de advertencia láser. Estos pueden identificar automáticamente la dirección de la fuente láser y activar los descargadores de granadas de humo. Otras mejoras incluyen un sistema de control de incendios actualizado. Se propone que el tanque esté equipado con un nuevo motor, cuyas opciones incluyen un diesel turboalimentado serbio no especificado, un alemán de 1088 CV, un serbio V46-TK y motores potenciales, por desarrollar, de 1200 hp.
Otras mejoras incluyen faldones de goma que cubren la parte inferior del casco y las orugas, y nuevas orugas basadas en las que se encuentran en los Leopard 2 alemanes, dispone de kits de vadeo profundo para permitirle vadear obstáculos de agua de hasta 13 pies (4 metros) de profundidad. La actualización se puede aplicar tanto a los PT-91 como a los T-72M1, de los cuales Polonia tiene un total de 823 (233 PT-91, 120 T-72M1 activos y 470 T-72M1 de reserva). El vehículo no entró en producción en masa.

### PT-17
Los objetivos principales del tanque PT-17 eran aumentar la potencia de fuego y la maniobrabilidad del fuego, aumentar la movilidad y la capacidad de supervivencia en el campo de batalla, mejorar la comodidad de la tripulación y aumentar la duración de la misión, también se quería compatibilidad con el estándar de la OTAN. El demostrador se desarrolló en cooperación con empresas ucranianas que suministraron la torreta del tanque.
El rango de potencia del PT-17 incluye un motor S1000R ESM-350M y una suspensión reforzada. Además, se utilizan orugas de goma fabricadas por la empresa alemana Diehl. Entre el equipamiento del chasis se incluyen: generador de energía auxiliar (APU), aire acondicionado, nuevo sistema de dirección con volante y cámara de marcha atrás día/noche PCO KDN-1 Nyks. Como ya se mencionó, la torreta del tanque es una construcción ucraniana.
Monta el cañón ucraniano KBM-2 L/50 ánima lisa de 120 mm compatible con municiones de la OTAN y una unidad de carga de municiones de 22 rondas montada en el nicho de la torreta. La capacidad total de munición del tanque es de 50 proyectiles. El armamento del tanque se complementa con una ametralladora de calibre 7,62 mm y un módulo de armamento ZSMU-1276 controlado remotamente fabricado por Zakłady Mechaniczne "Tarnów" SA que puede llevar una ametralladora de 7.62/12.7 mm o un lanzagranadas de 40 mm, el módulo de armamento a control remoto está equipado con una cámara diurna, una cámara termográfica para combate nocturno y un telémetro láser. Se puede utilizar contra objetivos terrestres un blindaje ligero y aviones que vuelan a baja altura durante el día y la noche.
La torreta también estaba equipada con ópticas estabilizadas de vista y vista, GOC-1 Nike y GOD-1 Iris de PCO SA y BMS. Opcionalmente, el fabricante aconseja el uso del dispositivo de observación diurna panorámica VIGY-15 de Safran. Se espera que la supervivencia del tanque en el campo de batalla aumente con la armadura compuesta adicional ubicada tanto del casco como de la torreta, así como el sistema de vehículo autopropulsado universal PCO SSP-1 OBRA-3 instalado y dos lanzagranadas intermitentes de 6 cañones. Los sistemas de demostración instalados son obviamente solo un ejemplo de las posibilidades.
En definitiva, se pueden configurar según las necesidades del potencial destinatario. Esta variante fue mostrada durante la MSPO 2017.

### PT-91M2
Aunque los objetivos de modernización del PT-91 al estándar M2 son los mismos que los del PT-17, el rango de PT-91M2 varía considerablemente. El motor S-12U está propulsado por un motor de 850 caballos de fuerza con la transmisión mecánica mejorada (versión Cx). Las pistas también vienen con superposiciones de goma, pero desarrolladas por OBRUM/BUMAR. Al igual que el PT-17, se utilizan suspensiones reforzadas (ejes de torsión, amortiguadores y parachoques de elastómero).
Entre los chasis, el equipo incluyó el generador de energía auxiliar (APU), el cargador rotatorio para automóvil modernizado, el controlador de visión nocturna PNK-72 "Radomka" y la cámara de marcha atrás nocturna PCO KDN-1 Nyks. La protección del casco proporciona el blindaje reactivo ERAWA III y el blindaje de varilla en la parte trasera del chasis. Se prevé lograr el aumento de la potencia de fuego mediante la instalación de un cañón eslovaco calibre 125 mm 2M46MS L/48.
Dentro de la torreta también cambió la ubicación de la segunda ronda de municiones. El PT-91M2 está equipado con el sistema de control de incendios francés SAVAN-15 de Safran (utilizado anteriormente en los tanques PT-91M en Malasia). También hay disponible un soporte de visión nocturna TKN-3z para el comandante. Entre los equipos, PT-91M2 se encuentra también el Sistema de Observación SOD, el sistema autopropulsado de vehículo universal PCO SSP-1 OBRA-3 (ambos PCO SA) y dos módulos, cada uno con 12 granadas de humo 902A. La protección adicional para la torreta también incluye módulos de blindaje reactivo ERAWA.[cita requerida]

## Usuarios

### Actuales
- Polonia - 300 Unidades.

- Malasia - 48 PT-91M Pendekar.

- Ucrania - 60 PT-91U.

## Uso en combate

### Invasión rusa de Ucrania
En el año 2023 y debido al contexto de la guerra que tiene Ucrania con Rusia, Polonia donó 60 tanques PT-91 destinados a las Fuerzas Terrestres de Ucrania. En julio de 2023, se confirmó la primera destrucción en combate de un PT-91 por parte de los rusos.   A la fecha de mayo de 2025, según Oryx al menos 11 tanques PT-91 resultaron dañados o destruidos. 
Los PT-91 también se utilizaron durante la Ofensiva de Kursk de 2024. 

### Desarrollos relacionados
- T-72
- Obús AHS Krab
- WZT-3
- WZT-4

### Vehículos similares
- Leopard 2A7+
- / Leopardo 2E
- Tipo 98G
- M1 Abrams A2
- Merkava IV
- P'ookpong Ho (M-2002)
- K2 Black Panther
- C1 Ariete
- Arjun
/ T-90 "Bhishma"
- Zulfiqar 3
- /// Al-Hussein
- Tipo 90
  Tipo 10
- /  Al-Khalid
/  Al-Zarrar
- Challenger 2 LIP
- AMX-56 Leclerc
- T-80UM2
  T-90AM
- TR-125
- T-90AM
- M-84AS (M-2001)
- M-95 Degman
- / Stridsvagn 122
- MİTÜP Altay
- T-84 Oplot-M
- // T-80UM2

### Listas relacionadas
- Anexo:Tanques de combate principal por generación